# 远紫外分光探测器
远紫外分光探测器（英語：Far Ultraviolet Spectroscopic Explorer，缩写为）是约翰霍普金斯大学应用物理实验室为美国宇航局研制的一颗紫外線天文卫星，是美国宇航局“起源计划”的一部分。加拿大和法国也参与了卫星的研制。该卫星于1999年6月24日在卡纳维拉尔角用德尔塔Ⅱ型火箭发射升空，运行在高度为773公里的近地轨道上，倾角约25度，周期为100分钟。
远紫外分光探测器工作在电磁波谱中波长为90-120纳米的紫外波段，主要科学目标包括研究宇宙大爆炸初期的氘合成、宇宙中各种化学元素的丰度、星系的化学演化、星际介质等。